# 新米斯托 (季夫里夫區)
48°54′2″N 28°23′43″E / 48.90056°N 28.39528°E
新米斯托（烏克蘭語：Нове Місто），是烏克蘭的村落，位於該國西南部文尼察州，由文尼察區負責管轄，始建於1450年，面積2.45平方公里，海拔高度255米，2001年人口789，人口密度每平方公里322.17人。